# Jégvarázs: Party Láz
A Jégvarázs: Party Láz (eredeti cím: Frozen Fever) 2015-ben bemutatott amerikai 3D-s számítógépes animációs film, amelyet Chris Buck és Jennifer Lee rendezett. Ez a rövidfilm a 2013-ban bemutatott Jégvarázs című amerikai animációs film folytatása.
Amerikában 2015. március 13-án mutatták be a Hamupipőke előtt, amíg Magyarországon 2015. március 19-én, szintén az említett film előtt. A tévében 2015. november 7-én volt látható a Disney Csatornán.

## Ismertető
Elza és Kristoff egy tökéletes szülinapi buli megszervezésén ügyködnek Anna számára, ám a party-t egy kis megfázás fenyegeti, ami Elsa jeges ereje miatt, ha tüsszent, kis hómanók jönnek létre.

## Szereplők
| Név      | Eredeti hang    | Magyar hang     |
| -------- | --------------- | --------------- |
| Anna     | Kristen Bell    | Vágó Bernadett  |
| Elza     | Idina Menzel    | Farkasházi Réka |
| Kristoff | Jonathan Groff  | Magyar Bálint   |
| Olaf     | Josh Gad        | Seder Gábor     |
| Hans     | Santino Fontana | Pál Tamás       |
| Oaken    | Chris Williams  |                 |
| Hóóriás  | Paul Briggs     |                 |